# Aju (Syria)
Aju (arab. أيو) – miejscowość w Syrii, w muhafazie Hama. W 2004 roku liczyła 1980 mieszkańców.